# Juri Takahashi
Juri Takahashi (高橋 朱里 Takahashi Juri?, Kashima, Prefectura de Ibaraki, 3 de octubre de 1997), también conocida simplemente como Juri (hangul: 쥬리; hiragana: ジュリ), es una cantante japonesa, conocida por haber sido integrante del grupo femenino surcoreano Rocket Punch y del grupo femenino japonés AKB48.

## Carrera

### 2011-2018: AKB48

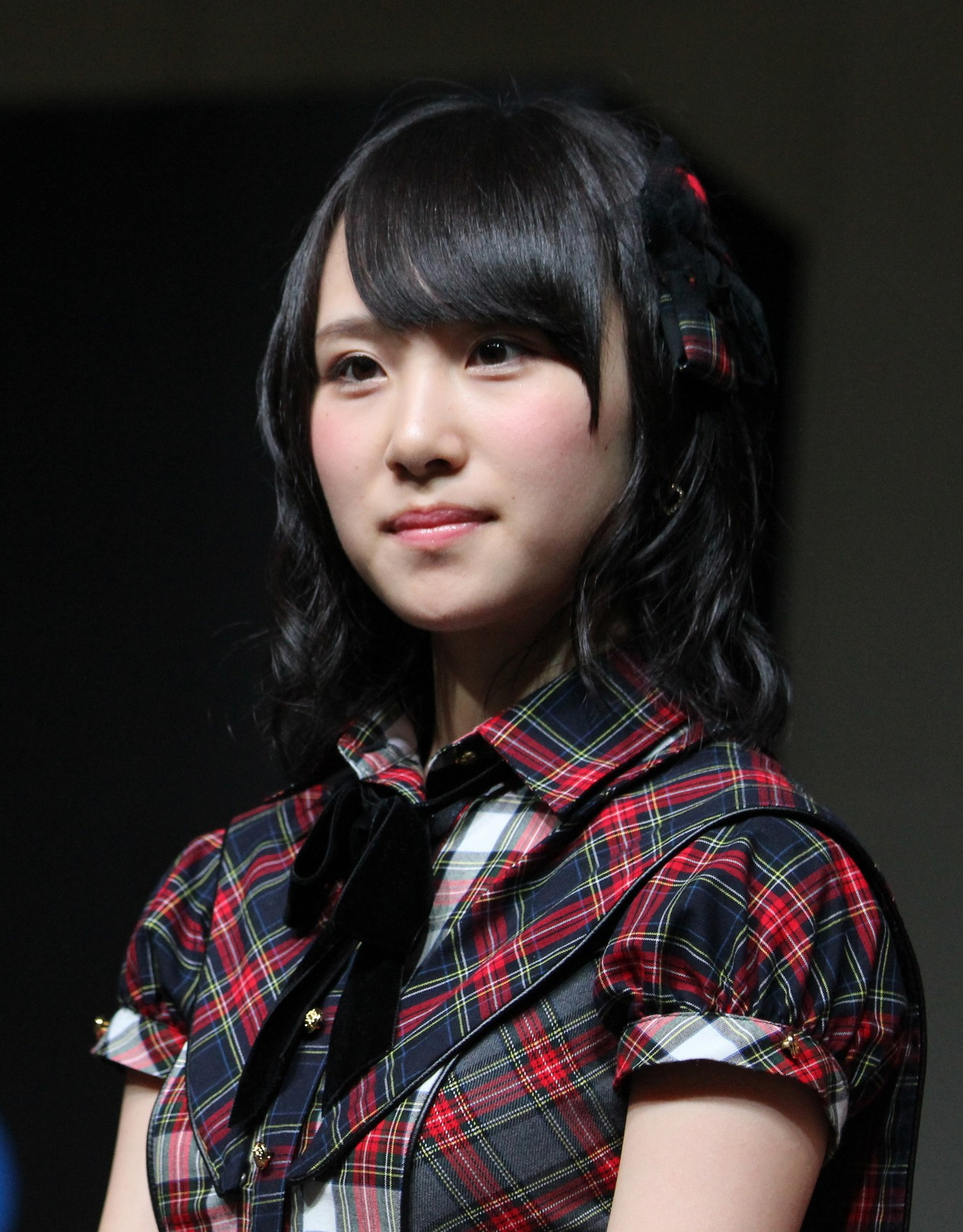
Takahashi en el Salón del Automóvil de Tokio en Singapur el 13 de abril de 2013

Takahashi pasó las audiciones de la 12ª generación del grupo femenino japonés AKB48 el 20 de febrero de 2011. En marzo de 2012, fue ascendida al recién creado Team 4, pero fue trasladada al Team A en agosto de 2012 cuando el Team 4 se disolvió. En febrero de 2014, Takahashi fue transferido brevemente al Team B. En marzo de 2015, Takahashi fue trasladada nuevamente al Team 4 (que se reformó en 2013) y fue designada como su líder. Dirigió el equipo durante casi tres años antes de ser trasladada al Team B como su líder en diciembre de 2017, donde permanecería hasta su graduación en mayo de 2019.
Takahashi participó en 16 canciones del lado A y 30 del lado B, así como en varios dramas televisivos, películas, programas de variedades y obras de teatro durante sus 7 años de estancia en el grupo.
En las elecciones generales del grupo en 2014, Takahashi ocupó por primera vez el puesto 28. En 2015, ocupó el puesto 25. En 2016, ocupó el puesto 15, siendo esta la primera vez que participó en el evento Senbatsu.  En 2017, ocupó el puesto 11, siendo el puesto más alto que llegó a alcanzar. En 2018, ocupó el puesto 12. En 2018, Takahashi participó en Produce 48, quedando en el puesto 16.

### 2019-2024: Rocket Punch yQueendom Puzzle
Takahashi originalmente tenía previsto celebrar un evento de aniversario el 6 de febrero de 2019, pero el 3 de febrero pospuso el evento a marzo debido a que estaba recuperándose de un accidente automovilístico que sufrió. El 4 de marzo de 2019, Takahashi anunció que se graduaría de AKB48 en mayo de 2019. Al mismo tiempo, reveló que había firmado un contrato con la compañía discográfica surcoreana Woollim Entertainment, después de que estos le enviaran un correo electrónico.
El 23 de julio de 2019, Takahashi fue anunciada como miembro de Rocket Punch, un nuevo grupo femenino de seis miembros de Woollim. El grupo debutó el 7 de agosto de 2019 con su primer EP Pink Punch. En 2020, Takahashi realizó una serie de vlogs en el canal de YouTube de Rocket Punch llamado Juriful Days.
En mayo de 2023, Takahashi, junto con sus compañeras de grupo Yeonhee y Suyun, fueron reveladas como concursantes del nuevo programa de supervivencia de Mnet Queendom Puzzle. Takahashi finalmente fue eliminada en el episodio final, terminando en el puesto 12.
El 24 de mayo de 2024, Woollim anunció la salida de Juri de Rocket Punch tras la finalización de su contrato con la empresa.

## Discografía
| Título                                  | Año  | Posiciones más altas en los gráficos | Álbum          |
| Título                                  | Año  | COR DL                               | Álbum          |
| --------------------------------------- | ---- | ------------------------------------ | -------------- |
| "I'll Be Your Energy" (con Kwon Eun-bi) | 2022 | 147                                  | Epic Seven OST |

## Apariciones

### Unidades escénicas
AKB48 Team 4 1st Stage "Boku no Taiyou" (僕の太陽"Boku no Taiyou"?)
1. "Idol Nante Yobanaide" (アイドルなんて呼ばないで?)

Etapa de espera del Team A
1. "Skirt, Hirari" (スカート、ひらり?)
2. "Tenshi no Shippo" (天使のしっぽ?)
3. "Zannen Shojo" (残念少女?)

AKB48 Team B 3rd Stage "Pajama Drive" (パジャマドライブ"Pajama Drive"?) (Revival)
1. "Pajama Drive" (パジャマドライブ?)

### Programas de variedades
- Ariyoshi AKB Kyowakoku (有吉AKB共和国?) (2011-2016)
- Shuukan AKB (週刊AKB?) (2012)
- AKB Nemousu TV (AKBネ申テレビ?) (2011-2018)
- AKBingo! (2012–2018)
- AKB48 no Anta Dare? (AKB48のあんた、誰??) (2012-2016)
- Renai Sousenkyo (恋愛総選挙?) (2014)
- Produce 48 (2018)
- King of Mask Singer[20] (2020)
- Queendom Puzzle (2023)

### Programas web
- Qoo10 ON AIR (2022, presentadora)[21]

### Dramas de televisión
- Majisuka Gakuen 3 (マジすか学園3?) (NTV, 2012) – Messi
- So Long 1st Night (NTV, 2013)
- Sailor Zombie (セーラーゾンビ?) (TV Tokyo, 2014), Mutsumi Oyamada[22]
- Majisuka Gakuen 4 (マジすか学園4?) (NTV, 2015), Uonome (Team Hinabe)
- Majisuka Gakuen 5 (マジすか学園4?) (NTV, Hulu, 2015), Uonome (Team Hinabe)
- AKB Horror Night: Adrenaline's Night (AKBホラーナイト アドレナリンの夜?) Ep.39 – Hide and Seek (TV Asahi, 2016), Yumi
- AKB Love Night: Love Factory (AKBラブナイト 恋工場?) Ep.25 – Drama Love (TV Asahi, 2016), Kanako
- Cabasuka Gakuen (キャバすか学園?) (NTV, 2016), Uonome (Iwashi)

### Cine
- Shiritsu Bakarea Koukou (劇場版 私立バカレア高校?) (2012)